# Епархия Бон-Жезус-да-Лапы
Епархия Бон-Жезус-да-Лапы (лат. Dioecesis Spelaeopolitana a Bono Iesu) — епархия Римско-Католической церкви с центром в городе Бон-Жезус-да-Лапа, Бразилия. Епархия Бон-Жезус-да-Лапы входит в митрополию Витория-да-Конкисты. Кафедральным собором епархии Бон-Жезус-да-Лапы является церковь Милосердного Иисуса.

## История
22 июля 1962 года Римский папа Иоанн XXIII издал буллу «Christi Ecclesia», которой учредил епархию Бон-Жезус-да-Лапы, выделив её из епархий Барры и Каэтите. Первоначально епархия Бон-Жезус-да-Лапы входила в митрополию Сан-Салвадора-да-Баия.
16 января 2002 года епархия Бон-Жезус-да-Лапы вошла в митрополию Витрия-да-Конкисты.

## Ординарии епархии
- епископ José Nicomedes Grossi (28 августа 1962 — 15 марта 1990, в отставке);
- епископ Francisco Batistela, CSsR (18 апреля 1990 — 28 января 2009, в отставке);
- епископ José Valmor César Teixeira, SDB (28 января 2009 — 20 марта 2014, назначен епископом Сан-Жозе-дус-Кампуса);
- епископ João Santos Cardoso (24 июня 2015 — 5 июля 2023, назначен архиепископом Натала).

## Источник
- Annuario Pontificio, Ватикан, 2007;
- Булла Christi Ecclesia, AAS 55 (1963), p. 823]  (лат.)